# Agedashi dōfu

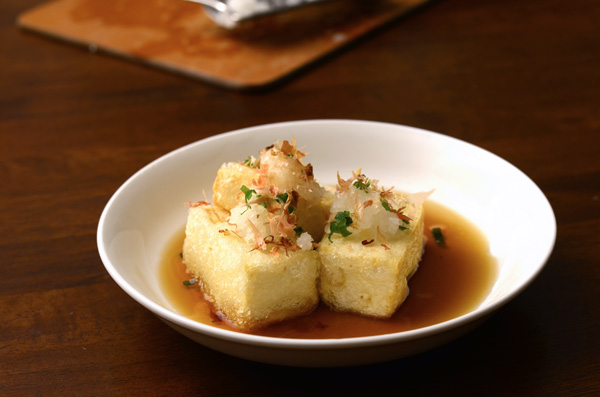
Agedashi dofu được phục vụ cùng nước dùng nóng

Agedashi dōfu (揚げ出し豆腐, "đậu phụ chiên ngập dầu") là một món đậu phụ nóng của Nhật Bản. Trong đó, một miếng đậu phụ mềm, không quá cứng (kinugoshi) được cắt làm hai khối trước khi phủ lên một lớp bột khoai tây hoặc bột ngô, sau đó chiên ngập trong dầu cho đến khi món ăn chuyển sang màu vàng nâu. Món ăn này được phục vụ cùng nước dùng nóng (tentsuyu) được làm từ dashi, mirin và shō-yu (nước sốt kiểu Nhật), cùng với negi (một loại hành lá) băm mịn, daikon nạo hoặc katsuobushi rắc lên trên.

## Lịch sử
Agedashi dōfu là một món ăn lâu đời và phổ biến. Nó đã được đề cập trong một cuốn sách nấu ăn về các món đậu phụ của Nhật Bản với tiêu đề Đậu hủ bách trân (có nghĩa là "Ngàn món đậu phụ"), được xuất bản vào năm 1782, bên cạnh những món đậu phụ khác như món đậu phụ lạnh (hiyayakko) và món đậu phụ ninh (yudofu).

## Các món khác từ Agedashi
Trong khi agedashi dōfu là món ăn agedashi nổi tiếng nhất, một số món ăn khác có thể được chế biến theo kỹ thuật tương tự, chẳng hạn như món agedashinasu (揚げ出し茄子 agedashinasu) , sử dụng cà tím làm nguyên liệu chính.